# Route européenne 574
Pour les articles homonymes, voir E574 et Route 574.
La route européenne 574 est une route reliant Bacău à Craiova.